# Kyōko Koizumi
Kyōko Koizumi (小泉 今日 子 Koizumi Kyōko ? ), Também conhecida pelo apelido de Kyon Kyon (Atsugi, 4 de fevereiro de 1966) é uma cantora e atriz japonesa. Ganhou o prêmio de "Melhor Atriz" no 26º Prêmio de Cinema Hochi, pelo filme Kaza Hana.